# Ikésziosz
Ikésziosz (tévesen: Hiccesius) (Kr. e. 1. század) görög orvos.
Az Eraszisztratosz-féle orvosi irányzat kiváló követője, jeles szakíró volt. Szmürnában egy később komoly hírnévre szert tevő orvosi iskolát alapított. idősebb Plinius „medocus non parvaeauctoritatis”-ként említette. Munkái elvesztek, mindössze egy értekezéséből – amelyben egyes ételek és gyógyszerek összetételét, készítési módját magyarázta – maradtak fenn töredékek. Galénosz is sokat merített munkáiból.